# Gimreka
Gimreka (en russe : Ги́мрека, en vepse : Himd'ogi, en finnois : Himjoki) est un hameau de l'établissement rural de Voznessenié, du raïon de Podporojié dans l'oblast de Léningrad, en Russie. Sa population s'élevait à 91 habitants en 2017.

## Géographie
La localité est située dans l'oblast de Léningrad, un sujet de la Russie européenne, dans le district fédéral du Nord-Ouest. Gimreka se situe dans le raïon de Podporojié, un des raïons de l'oblast,. Gimreka fait partie de l'établissement urbain de Voznessenié, une des entités municipales du raïon.
Gimreka, comme tout l'oblast de Léningrad, est située dans le fuseau horaire MSK (heure de Moscou). Le décalage horaire appliqué par rapport au temps universel coordonné est +03:00.

## Démographie
Recensements (*) et estimations de la population,,,,,:
| 1873 | 1885 | 1905 | 1927 | 1965 |
| ---- | ---- | ---- | ---- | ---- |
| 282  | 278  | 342  | 34   | 162  |

| 1997 | 2002 * | 2007 | 2010* | 2017 |
| ---- | ------ | ---- | ----- | ---- |
| 90   | 28     | 98   | 63    | 91   |